# Шитова, Вера Васильевна
Вера Васильевна Шитова (1 сентября 1927, Москва — 22 марта 2002, там же) — советский и российский кинокритик, театральный критик и театровед.

## Биография
В 1953 году окончила филологический факультет Московского государственного университета. В 1962—1967 годах была членом сценарно-редакционной коллегии 2-го творческого объединения киностудии «Мосфильм» (руководитель И.А. Пырьев). С 1958 года выступала как критик.
Автор книг «Лукино Висконти» (1965), «Жан Габен» (1967, совместно с И. Н. Соловьёвой), «Семь лет в театре. Телевидение и мы» (1968, совместно с В. С. Саппаком), «Четырнадцать сеансов» (1981, совместно с И. Н. Соловьёвой), «Вахтанг Кикабидзе» (1981), «Анни Жирардо» (1985), «К. С. Станиславский» (1985, совместно с И. Н. Соловьёвой), а также многочисленных статей в сборниках о театре и кино.
Была замужем за Владимиром Семёновичем Саппаком (1921—1961), театральным критиком и театроведом.

## Отзывы
В. В. Забродин писал о ней: 
Последние годы она тяжело болела, и её имя исчезло из нашего обихода. Но было время, когда её статьи и книги были в центре внимания и истинных поклонников кино, и профессионалов критического цеха.
Вера Васильевна пришла в кино из театра, на волне «оттепели», когда увеличилось кинопроизводство и авторитет киноискусства стремительно поднялся. Кинематограф нуждался в новых людях и вбирал в свою орбиту новые таланты. Тогда в кинокритику влилась замечательная плеяда театроведов, к числу которых принадлежала и Вера Васильевна. Они принесли с собой традицию русской театральной культуры — и более высокую, и всё-таки менее подвергнувшуюся губительному влиянию тоталитаризма. 
Первая книга Веры Шитовой «Лукино Висконти» (1965) стала одной из любимых книг интеллигенции. Она во многом определила и представления о возможностях профессии киноведов-вгиковцев призыва середины 60-х годов.
Более поздние книги Шитовой (написанные в соавторстве с Инной Соловьевой): «Жан Габен» (1967), «Четырнадцать сеансов» (1981) подтвердили ее репутацию глубокого интерпретатора ключевых фигур западного кинематографа: Ингмара Бергмана, Лукино Висконти, Франсуа Трюффо, Федерико Феллини. Понимание киноискусства как хранителя гуманистических традиций культуры во времена исторических катаклизмов и массового одичания, казавшееся тогда чуть ли не старомодным, в наше время неожиданно обретает актуальность.